# Marcel Iureș
Marcel Iureș (n. 2 august 1951, Băilești, Dolj, România) este un important actor român de compoziție.
Actorul este distins cu Ordinul Serviciu Credincios în grad de Mare Cruce de către Președintele României.

## Cariera artistică
Marcel Iureș a primit de două ori titlul de cel mai bun actor de teatru din România.
Activitatea sa artistică este legată în principal de teatru.
Din 1995, Marcel Iureș este președinte al Fundației Cultural Artistice Teatrul ACT, punând bazele celei de-a doua scene independente de teatru din România.
În prezent, el joacă pe scena Teatrului Act în trei piese regizate de Alexandru Dabija: "Creatorul de Teatru" (de Thomas Bernhard), "Ultima bandă a lui Krapp" (de Samuel Beckett) și "Capra sau Cine e Sylvia?" (de Edward Albee).
Cele mai importante roluri în teatru: "Richard al II-lea", "Richard al III-lea" (regizată de Mihai Măniuțiu), "Hamlet" (regizată de Liviu Ciulei), "Caligula" de Albert Camus (regizată de Mihai Măniuțiu), Beckman ("Afară în fața ușii") de Wolfgang Borchert (regizată de Mihai Măniuțiu). La Teatrul ACT a mai jucat în piesa "Cetatea Soarelui" (în regia lui Mihai Măniuțiu).
Cariera internațională a lui Marcel Iureș este legată de câteva roluri în filme, dintre care cele mai cunoscute: Amen, Războiul lui Tom Hart, Misiune: Imposibilă, Interviu cu un vampir: Cronicile Vampirului și Pacificatorul.
Performanțele sale artistice în domeniul teatral sunt legate și de importante roluri în teatrul de televiziune (înainte de 1990) și în teatrul radiofonic național.
Din 2004 este președintele Festivalului Internațional de Film Independent "Anonimul".
În 2007 semnează lectura audio-book-ului Humanitas "Remember-Mateiu Caragiale".
Despre momentul în care a realizat că dorește să fie actor și despre modelele vieții sale, Marcel Iureș mărturisește: "pe când aveam 16-17 ani, mi-am pus pe nas niște ochelari de vedere cu dioptrii. La vremea aceea, nu aveam nevoie de ei. Vedeam perfect. Și m-am uitat în oglindă. Prin lentile nu vedeam nimic, așa că m-am uitat pe deasupra lor. Am fost fascinat de faptul că îmi vedeam reflexia în oglindă, pe deasupra ochelarilor și nu prin ei. Mi s-a părut că e ceva: să te vezi bine fără ochelari, deși purtându-i. De aici a cam pornit totul.(...) Seva vieții mele urcă din modelele pe care le-am avut, din faptul că trei sferturi din viață am băut apă din fântână, din pământ, iar nu din țeavă, că am mâncat pâine și mămăligă făcute de bunica și de mama mea, că am băut lapte de la vaca din grajd și că am mâncat mere abia culese din pom. Seva vine din faptul că am întâlnit oameni care au trăit meditând, încercând, nu spunând. Mai cădeau în genunchi, se mai rostogoleau, dar se ridicau. Erau oameni. Și mai vine din imensul noroc pe care mi l-a dat Dumnezeu: am primit o nevastă minunată, o adevărată forță, și un băiat absolut normal, un om. Și mai vine seva și din faptul că eu cred în povești cu îngeri și cred în Dumnezeu. Nu-s multe. Le poți strânge într-o batistă." (sursa: Formula AS nr. 518)

## Roluri în teatru
La Teatrul Național din Cluj-Napoca
- În perioada 1978-1981 joacă la Cluj-Napoca:
- Beckman în piesa "Afară în fața ușii” de Wolfgang Borchert, regia Mihai Măniuțiu;
- Corifeul în "Perșii" de Eschil, regia Mihai Măniuțiu;

La Teatrul Bulandra
- Din 1981 joacă la Teatrul Bulandra:
- recită în "Poezia muzicii tinere", spectacol realizat de Florian Pittiș (1981);
- Arhiepiscopul Sharon în "Cabala Bigoților" de Mihail Bulgakov, regia Alexandru Tocilescu;
- Garcin în "Cu ușile închise" de Jean-Paul Sartre, regia Mihai Măniuțiu (1982);
- Tom în “Menajeria de sticlă” de Tennessee Williams, regia Ioan Taub (1982)
- Horatio în "Hamlet" de William Shakespeare, regia Alexandru Tocilescu (1985);
- Contele în “Uriașii Munților” de Luigi Pirandello, regia Cătălina Buzoianu(1986);
- în “A treia țeapă” de Marin Sorescu, regia Ion Caramitru (1987);
- Contele în “Câinele grădinarului” de Lope de Vega, regia Florian Pittiș (1988);
- Lysander în "Visul unei nopți de vară" de William Shakespeare, regia Liviu Ciulei (1991)
- Beckman în "Afară în fața ușii” de Wolfgang Borchert, regia Mihai Măniuțiu (1991);
- Versinin în "Trei surori" de Anton Cehov, regia Alexandru Darie (1995);
- Caligula în "Caligula" de Albert Camus, regia Mihai Măniuțiu (1996);
- Hamlet în “Hamlet” de William Shakespeare, regia Liviu Ciulei (2000);
- Henric IV în “Henric IV” de Luigi Pirandello, regia Liviu Ciulei (2005);

La Teatrul Odeon:
- Richard III în "Richard al III-lea de William Shakespeare, regia Mihai Măniuțiu (1993);
- Chiriac în "O noapte furtunoasă“ de Ion Luca Caragiale, regia Mihai Măniuțiu (1998);
- Boca în "Camera de Hotel" de Barry Gifford, regia Alexandru Dabija (2008)

La Teatrul Național București
- Richard II in “Richard II” de William Shakespeare, regia Mihai Măniuțiu (1996).

La Teatrul de Comedie
- Nae Cațavencu în "O scrisoare pierdută" de I.L. Caragiale, regia Alexandru Dabija (2011).

La Teatrul Act
- "Omor în catedrală" dupa T.S. Eliot, regia Mihai Măniuțiu (1995).
- “Cetatea Soarelui” de Tommaso Campanella, regia Mihai Măniuțiu (1998);
- "Tovarășe Frankenstein, conducător iubit!", regia Mihai Măniuțiu (prezentat în cadrul festivalului Frankenstein de la Weimar - capitala culturală a Europei)(octombrie 1999);
- Spectacolele "Arta" de Yasmina Reza și "Oscar" de Claude Manier, în regia lui Alice Barb - coproducție cu Compania Of-Of (decembrie 2000);
- participare la Festivalul Independent de Teatru, organizat în paralel cu Festivalul Național de Teatru și constituându-se într-o "secțiune off" a acestuia (noiembrie 2000);
- Bruscon în "Creatorul de teatru" de Thomas Bernhard, regia Alexandru Dabija (2001);
- Krapp în "Ultima bandă a lui Krapp", după Samuel Beckett, regia Alexandru Dabija (2003);
- Martin în “Capra sau Cine e Sylvia?” de Edward Albee, regia Alexandru Dabija (2007);
- Tatăl lui Robert în "Acasă la tata" de Mimi Brănescu, regia Alexandru Dabija (2009);
- Ivan în "Absolut!" după Ivan Turbincă de Ion Creangă, regia Alexandru Dabija (2011);
- Ilie Moromete în "Păi...despre ce vorbim noi aici, domnule?" de Cătălin Ștefănescu, regia Alexandru Dabija (2014).

- surse: Teatrul Bulandra; Teatrul Act; Teatrul de Comedie

## Filmografie
- Aurel Vlaicu (1978)
- Vis de ianuarie (1979) - Franz Liszt
- Artista, dolarii și ardelenii (1980)
- Castelul din Carpați (1981)
- Punga cu libelule (1981)
- Să mori rănit din dragoste de viață (1984)
- Misiunea spațială Delta (1984) – voce
- Fiul stelelor (1988) - voce
- Cei care plătesc cu viața (1989)
- Un bulgăre de humă (1990) - anticarul
- Somnul insulei (1994)
- Faimosul paparazzo (1999)

- Tatal fantoma (2010)
- În derivă (serial TV HBO 2010-2012)
- Foyle's War (TV series 2010)
- Manusi Rosii (2010)
- The Philanthropist (TV series 2009)
- Goal! 3 (2009)
- Thick as Thieves (2009/I)
- Călătoria lui Gruber (2008)
- Trial & Retribution XV: The Rules of the Game (2008)
- Logodnicii din America (2007)
- Youth Without Youth (2007)
- Pirates of the Caribbean:At world's end (2007)
- Mașini dublaj in rolul lui Doc Hudson (2006)
- Spooks (Episode #5.9) (2006)
- Gool! / Goal! (2005)
- Isolation (2005)
- Peștera / The Cave (2005)
- Project W (2005)
- Prins la înghesuială / Layer Cake (2004)
- Valizele lui Tulse Luper, partea a II-a / The Tulse Luper Suitcases, Part 2: Vaux to the Sea (2004)
- Aventurile unei zile (2004)
- Cambridge Spies (2003) TV
- 3 păzește (2003)
- Vlad Nemuritorul (2002; dublajul din română în engleză)
- Războiul lui Tom Hart / Hart's War (2002) - SS-Standartenführer (Colonel) Werner Visser
- Amen (2002) - Papa Pius al XII-lea
- I Hope... (2001)
- Elita / The Elite (2001)
- Fii cu ochii pe fericire  (1999)
- Pacificatorul (1997 / The Peacemaker (1997)
- Ochii care nu se văd(1987-1996) - Paul Valerian
- Misiune: Imposibilă (1996)
- Interviu cu un vampir (1994)
- Balanța (1992)
- Vacanța cea mare (1988)
- Domnișoara Aurica (1985)
- Sezonul pescărușilor (1985)

## Premii, Nominalizări
- Nominalizare UNITER pentru cel mai bun actor (stagiunea 1992-1993), pentru rolul din spectacolul "Richard III" de W. Shakespeare;
- Premiul UNITER pentru cel mai bun actor (stagiunea 1997-1998), pentru rolul titular din spectacolul "Richard al II-lea" de W. Shakespeare;
- Premiul UNITER pentru cel mai bun actor (stagiunea 2000-2001), pentru rolul Bruscon din spectacolul "Creatorul de teatru" de Thomas Bernhard ;
- Premiul UNITER de excelență (stagiunea 2002-2003): Marcel Iureș, fondatorul Teatrului Act - catalizator al mișcării teatrale independente;
- Premiul Festivalului de Dramaturgie Contemporană (2009) pentru cel mai bun rol masculin, pentru rolul tatăl lui Robert din spectacolul Acasă la tata de Mimi Brănescu.
- Premiul pentru cel mai bun actor în rol principal la FESTIVALUL COMEDIEI ROMÂNEȘTI – festCO, ediția a X-a, (2012) pentru rolul Cațavencu din spectacolul “O scrisoare pierdută” de I.L Caragiale, regia Alexandru Dabija, Teatrul de Comedie și pentru one-man show-ul din spectacolul “Absolut! după Ivan Turbincă de Ion Creangă“, regia Alexandru Dabija, Teatrul Act.

- Nominalizare British Theatre Awards în TNA - Manchester și Manchester Evening Awards.

### Decorații
- Ordinul național „Serviciul Credincios” în grad de Mare Ofițer (1 decembrie 2000) „pentru realizări artistice remarcabile și pentru promovarea culturii, de Ziua Națională a României”[10]